# Ziporah Wanjiru Kingori
Ziporah Wanjiru Kingori (ur. 12 grudnia 1994) – kenijska lekkoatletka specjalizująca się w biegach długich.
W 2011 zdobyła brąz mistrzostw Afryki w biegach przełajowych oraz srebro mistrzostw świata juniorów młodszych w biegu na dystansie 3000 metrów.

## Osiągnięcia
| Rok  | Impreza                               | Miejsce         | Pozycja    | Wynik   |
| ---- | ------------------------------------- | --------------- | ---------- | ------- |
| 2011 | Mistrzostwa Afryki w biegu na przełaj | Kapsztad        | 3. miejsce | 20:05   |
| 2011 | Mistrzostwa świata juniorów młodszych | Lille Metropole | 2. miejsce | 8:56,82 |